# Drumline
Drumline (bra: Ritmo Total) é um filme musical americano lançado em 2002 dirigido por Charles Stone III. O roteiro, que foi inspirado na vida de Dallas Austin (um dos produtores do filme) foi escrita por Tina Gordon Chism e Shawn Schepps.

## Elenco
- Nick Cannon — Devon Miles
- Orlando Jones — Dr. Lee
- Leonard Roberts — Sean Taylor
- Zoe Saldana — Laila
- GQ — Jayson
- J. Anthony Brown — Sr. Wade
- Candace Carey — Diedre
- Von Coulter — Ray Miles (pai de Devon)
- Angela E. Gibbs — Dorothy Miles
- Brandon Hirsch — Buck Wild
- Afemo Omilami — Presidente Wagner
- Earl C. Poitier — Charles
- Shay Roundtree — Big Rob
- Jason Weaver — Ernest

## Prêmios e nomeações
Black Reel Awards - 2003
- Best Breakthrough Performance, Viewer's Choice — Nick Cannon (indicado)
- Best Director (Theatrical) — Charles Stone III (indicado)

Motion Picture Sound Editors, USA - 2003
- Best Sound Editing in a Feature (Music/Musical) — Bunny Andrews, Mick Gormaley, Nicholas *Meyers, Lee Scott (indicado)

MTV Movie Awards - 2003
- Best Kiss — Nick Cannon, Zoe Saldana (indicado)
- Breakthrough Male Performance — Nick Cannon (indicado)

NAACP Image Awards - 2003
- Outstanding Motion Picture (indicado)

Phoenix Film Critics Society Awards
- Overlooked Film of the Year (indicado)

Teen Choice Awards - 2003
- Choice Movie, Drama/Action Adventure (indicado)
- Choice Movie Actor, Drama/Action Adventure — Nick Cannon (indicado)
- Choice Movie Breakout Star, Male — Nick Cannon (indicado)